# Биосфера-2

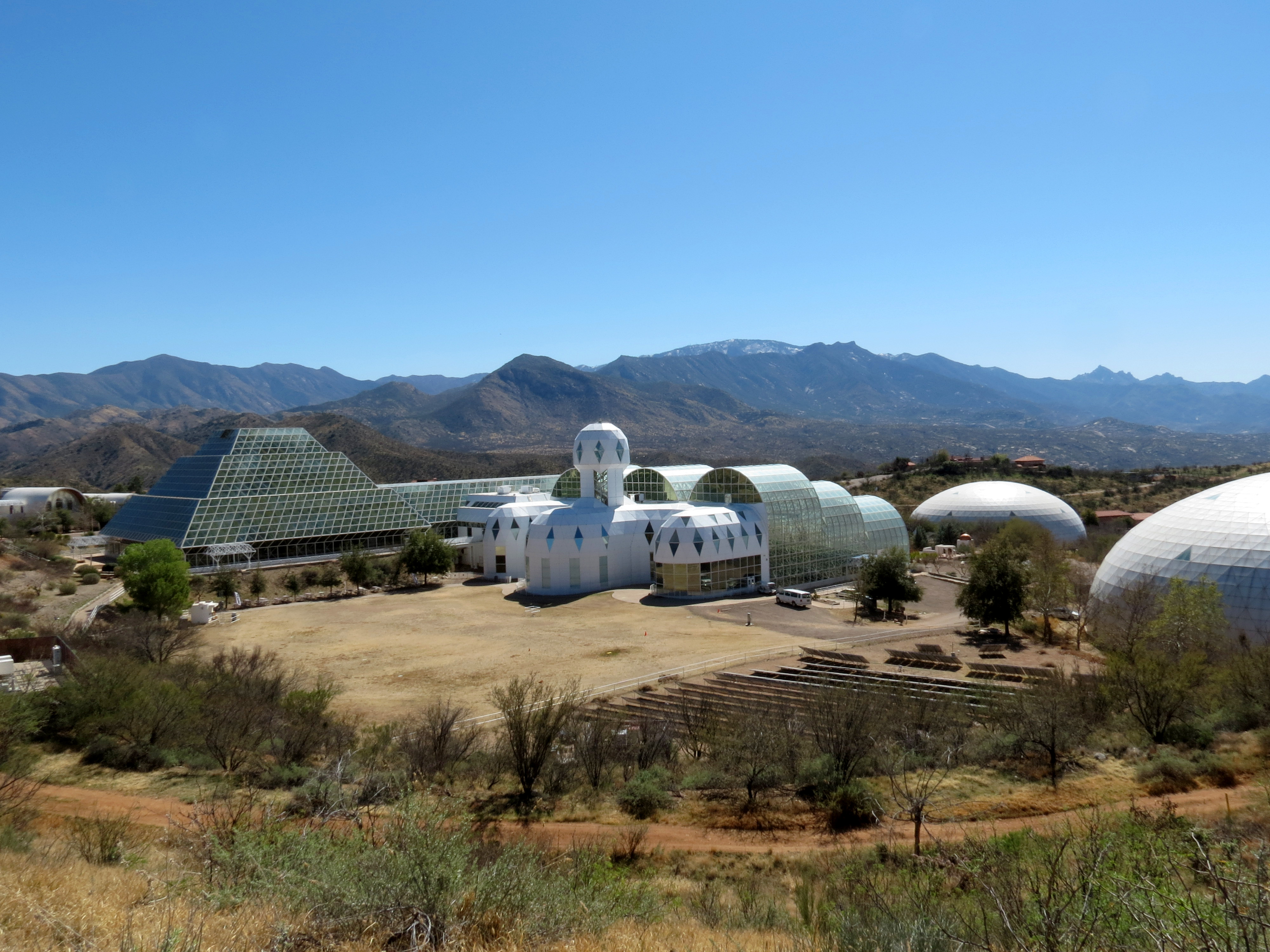
«Биосфера-2»

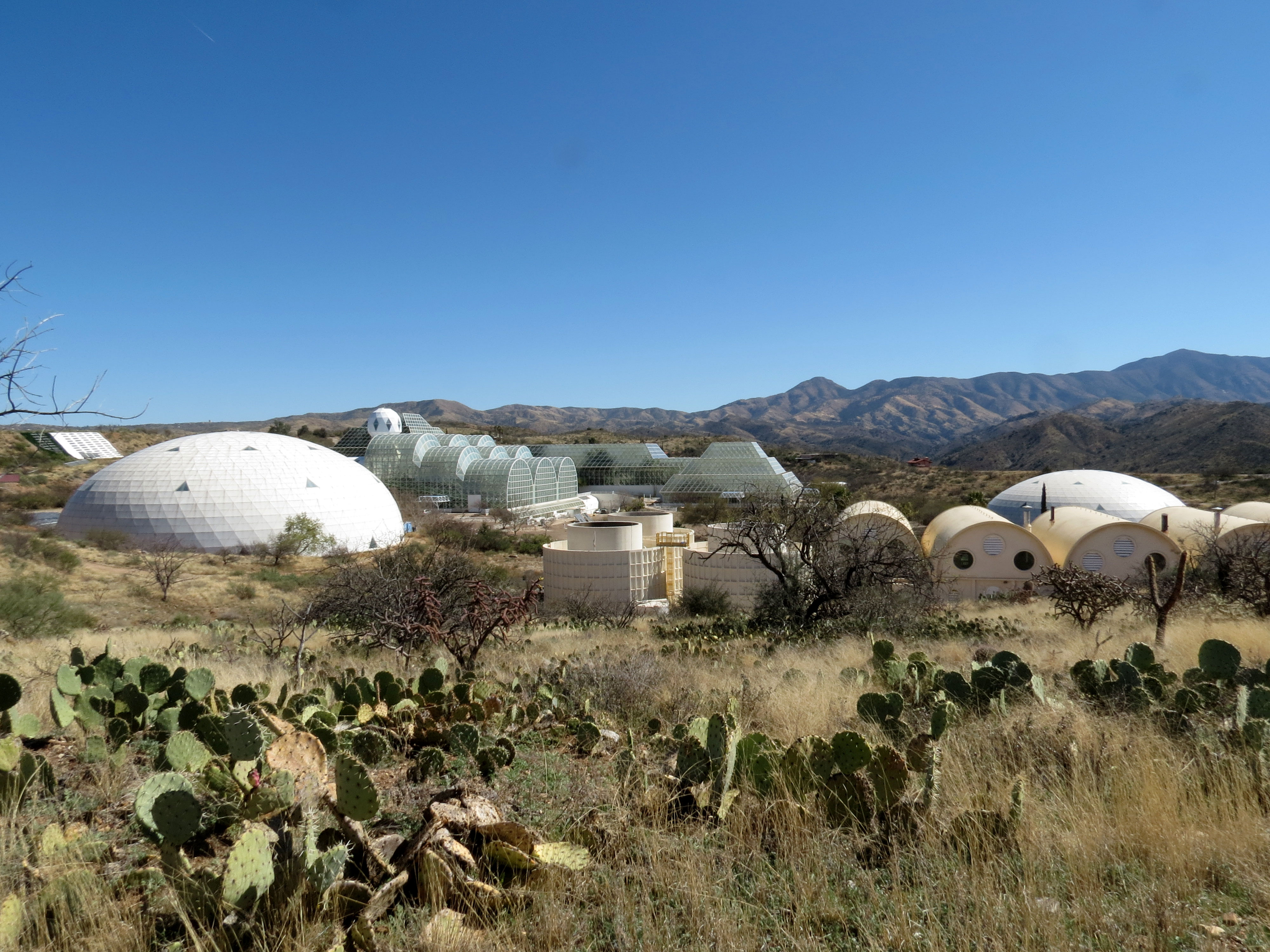
«Биосфера-2»

«Биосфера-2» — сооружение, предназначенное для моделирования замкнутой экологической системы, построенное компанией «Space Biosphere Ventures» и миллиардером Эдвардом Бассом в пустыне Аризона (США). Цифра «2» в названии призвана подчеркнуть, что «Биосферой-1» является вся планета Земля. Существует альтернативная версия по поводу «первой Biosphere» — именно так назывался американский павильон Biosphere на всемирной выставке Экспо-67, в своё время не менее популярный, чем сооружение, известное, как Атомиум. В пользу этой версии говорит заметное внешнее сходство в конструкции Biosphere и Biosphere-2. Главной задачей «Биосферы-2» было выяснить, смогут ли человек и другие живые существа существовать (а человек ещё и работать) в замкнутой среде. В отдалённом будущем такие системы могут быть полезны и как автономные поселения в космосе, и в случае крайнего ухудшения условий жизни на Земле.

## Конструкция
Лаборатория представляет собой сеть герметичных зданий общей площадью 1,5 га из лёгких материалов, разделённых на несколько независимых экосистем и покрытых стеклянным колпаком, пропускающим около 50 % солнечного света. Внутреннее пространство разделено на 7 блоков, среди которых — тропический лес, миниатюрный океан с необычным химическим составом, пустыня, саванна и мангровый эстуарий. Гигантские «лёгкие» регулируют внутреннее давление таким образом, чтобы оно соответствовало наружному — это сводит к минимуму утечки воздуха.

## Ход эксперимента

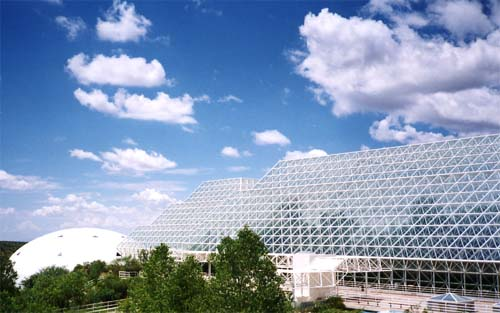
Здание комплекса «Биосфера-2»

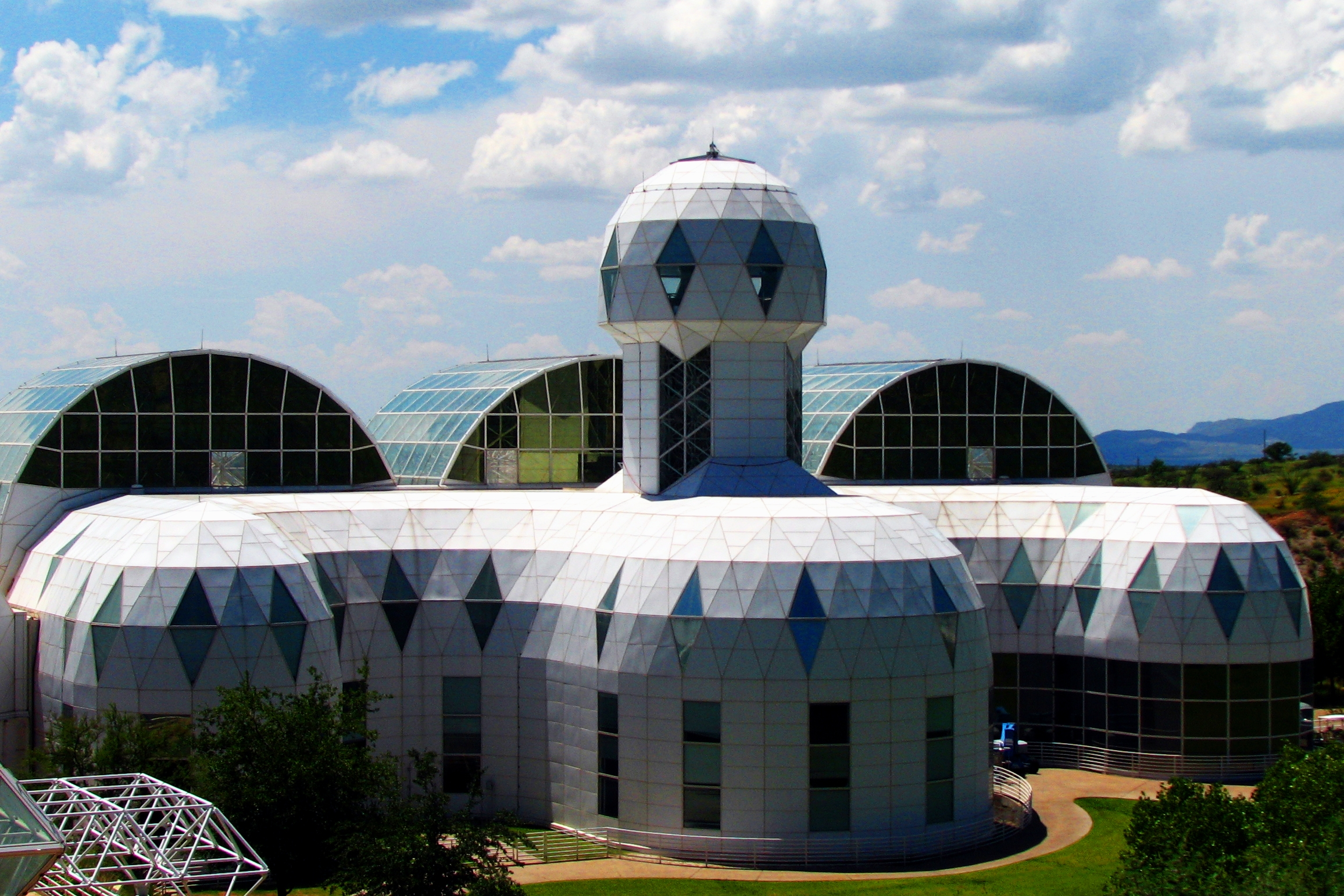
Здание комплекса «Биосфера-2»

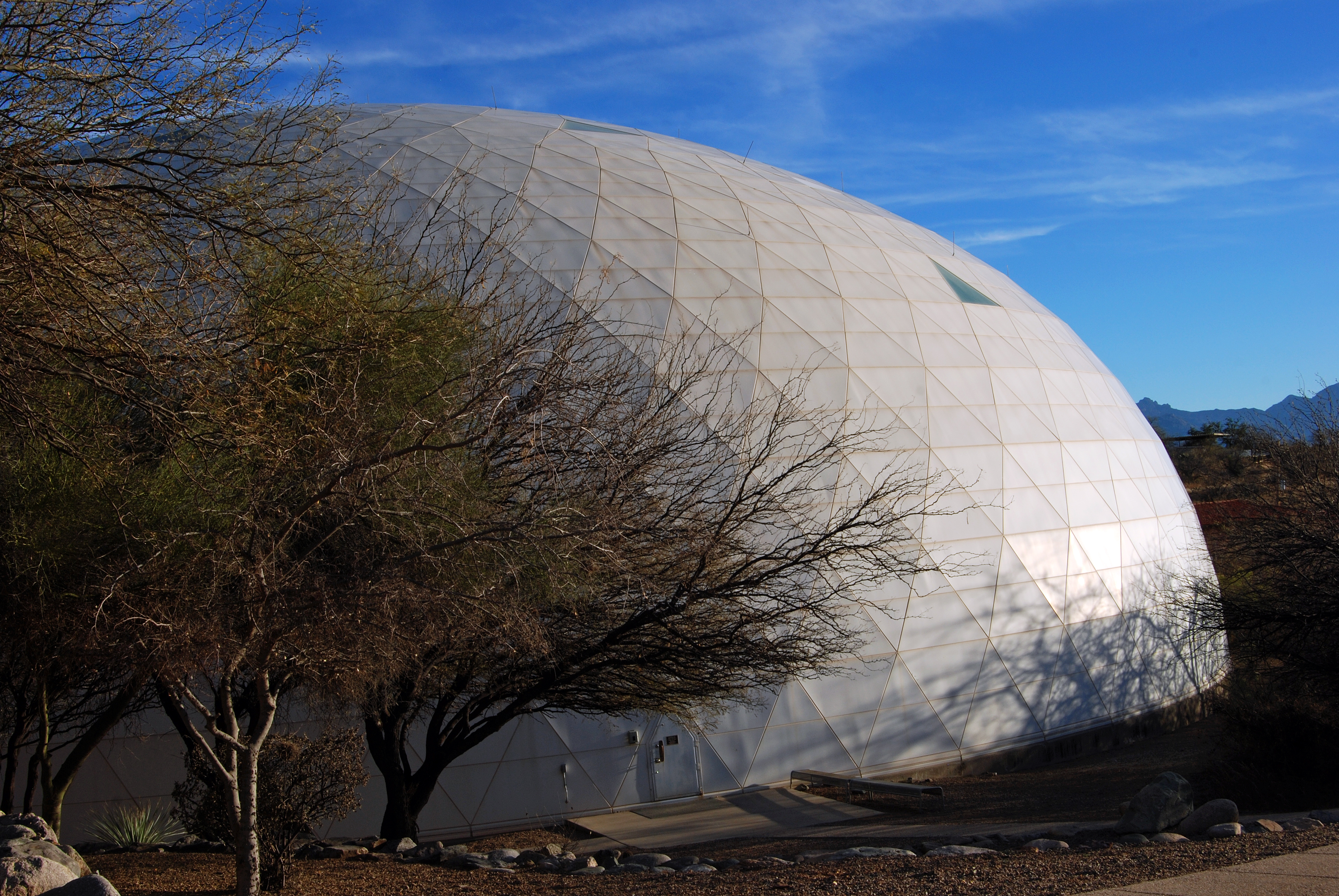
Один из куполообразных аккумуляторов-расширителей воздуха комплекса «Биосфера-2» для нивелирования перепадов давления воздуха внутри комплекса обусловленного тепловым расширением-сжатием, всего комплекс содержал около 180 тонн воздуха

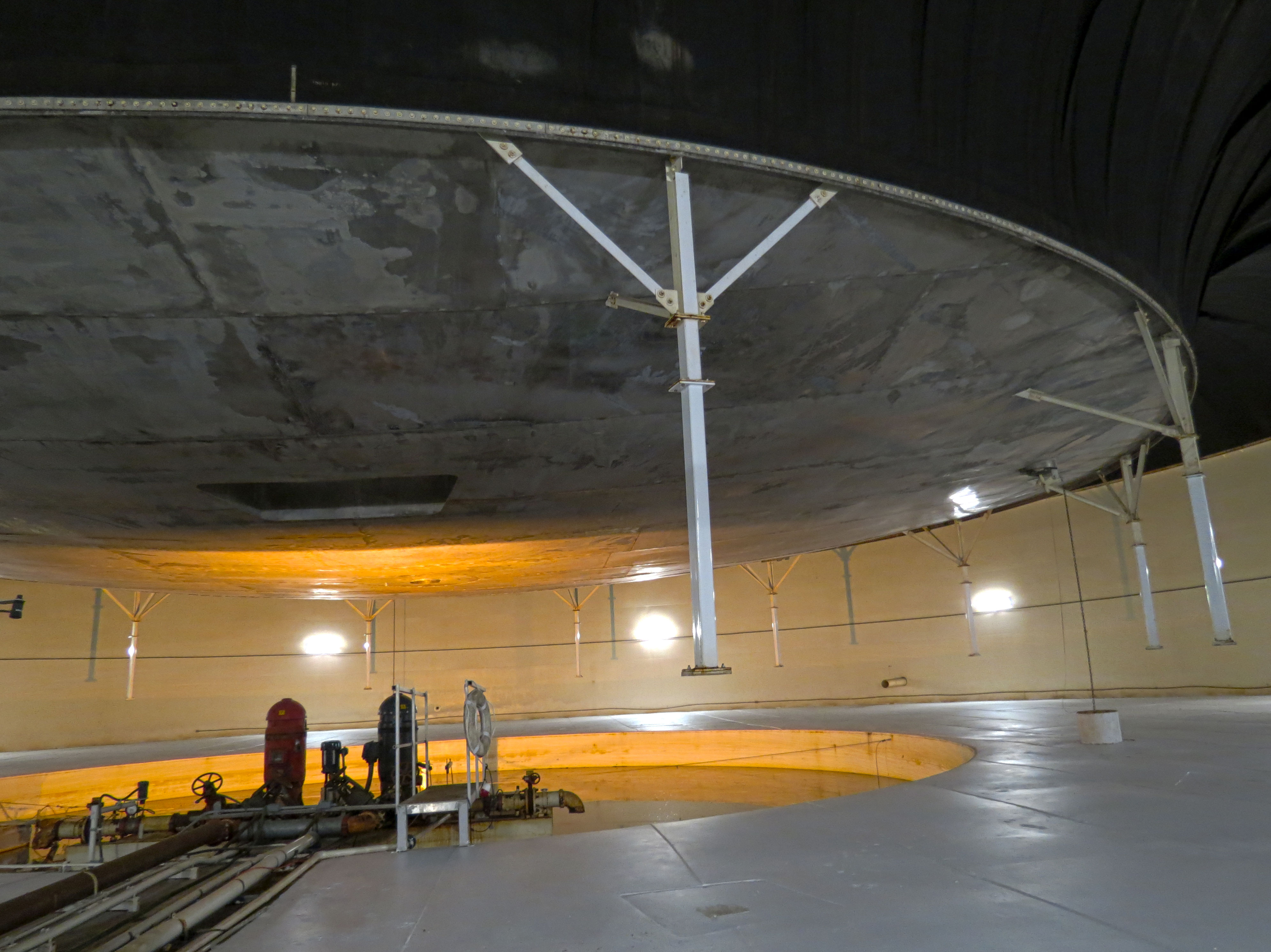
Система компенсации перепадов давления, вид изнутри куполов

Эксперимент был проведён в два этапа: первый продлился с 26 сентября 1991 года по 26 сентября 1993 года и второй — с 6 марта по 6 сентября 1994 года. Во время первого этапа уровень кислорода начал падать на 0,5 % в месяц, что привело к ситуации, когда люди вынуждены были жить в условиях кислородного голодания (аналогичные условия наблюдаются на высоте 4080 м над уровнем моря). Поскольку уровень кислорода упал до такого опасного уровня, было принято решение искусственно закачивать кислород извне. Второй этап также был преждевременно прерван из-за организационно-финансовых проблем.
Предполагается, что падение уровня кислорода было вызвано непредвиденным размножением микроорганизмов: посевы, саванна и лес были заполнены микроорганизмами, которые стали размножаться и истреблять всходы.

### Первый этап
В лабораторию были помещены восемь человек (четыре женщины и четверо мужчин) и 3000 видов растений и животных. Внутри лаборатории росли деревья, травы и кустарники, дававшие 46 видов растительной пищи, а также были пастбища коз, свинарники и курятники, в искусственных водоёмах размножались рыбы и креветки. Участники эксперимента пробыли в «Биосфере-2» около двух лет, обмениваясь информацией с внешним миром только через компьютер.
Спустя около двух недель после начала эксперимента произошёл несчастный случай: одна из участниц, работая на сельскохозяйственном оборудовании, случайно отрезала себе палец. Попытки пришить палец, находясь внутри, окончились неудачей, и участнице пришлось временно покинуть эксперимент; в дальнейшем она вернулась обратно.
Довольно быстро команда разбилась на две противоборствующие группы, что сильно мешало нормальному ходу исследований. Спустя 30 лет эти группы продолжают избегать встреч.
Предполагалось, что комплекс будет функционировать автономно, так как были созданы все условия для нормального круговорота веществ. Солнечного света, по расчётам учёных, должно было хватить для достаточного воспроизводства кислорода растениями посредством фотосинтеза, черви и микроорганизмы должны были обеспечить переработку отходов, насекомые — опылять растения и т. д.
Спустя несколько недель жизнь людей, живших натуральным хозяйством, нарушилась. Микроорганизмы и насекомые стали размножаться в неожиданно больших количествах, вызывая непредвиденное потребление кислорода и уничтожение сельскохозяйственных культур (использование ядохимикатов не предусматривалось). Обитатели проекта стали терять в весе и задыхаться. Учёным пришлось пойти на нарушение условий эксперимента и начать поставку внутрь кислорода (23 тонны) и продуктов (эти факты скрывались и впоследствии были разоблачены[кем?]). Первый эксперимент закончился неудачей: люди сильно потеряли в весе, количество кислорода снизилось до 15 % (нормальное содержание в атмосфере — 21 %).

### Второй этап
После окончания 2-го этапа первого эксперимента в 1994 году началось трёхгодичное восстановление огромного комплекса. За это время спонсоры отказались от проекта, признавая, что эксперимент не принёс ожидавшихся результатов. В начале 1996 года «Биосфера-2» была передана под научный надзор Б. Марино и его коллег из Обсерватории Земли при Колумбийском университете. Поскольку было неясно, как решить проблему питания и сохранения неизменного состава воздуха, было решено второй этап эксперимента проводить без людей в сооружении.
В середине 1996 года учёные начали новый эксперимент, уже без участия людей. Предстояло выяснить:
- действительно ли с увеличением процентного содержания СО2  повышается урожайность и до каких пор;
- что происходит с излишками углекислоты, и где они накапливаются;
- возможен ли при неконтролируемом росте содержания в атмосфере диоксида углерода некий обратный катастрофический процесс.

## Обнаруженные проблемы
- В лаборатории расплодилось огромное количество микробов и насекомых, особенно тараканов и муравьёв.
- По утрам под стеклянной крышей комплекса конденсировалась вода, из-за чего начинался дождь, что послужило причиной нарушения экосистемы «Пустыня».
- Создатели не предусмотрели такого явления, как ветер: выяснилось, что без регулярного раскачивания деревья становятся хрупкими и ломаются.
- Не была учтена способность бетона к поглощению/выделению углекислого газа и кислорода, что на первом этапе также сыграло большую роль в нарушении газового состава внутри[2][3]; на втором этапе эксперимента бетонные конструкции были полностью изолированы[4].

## Распродажа

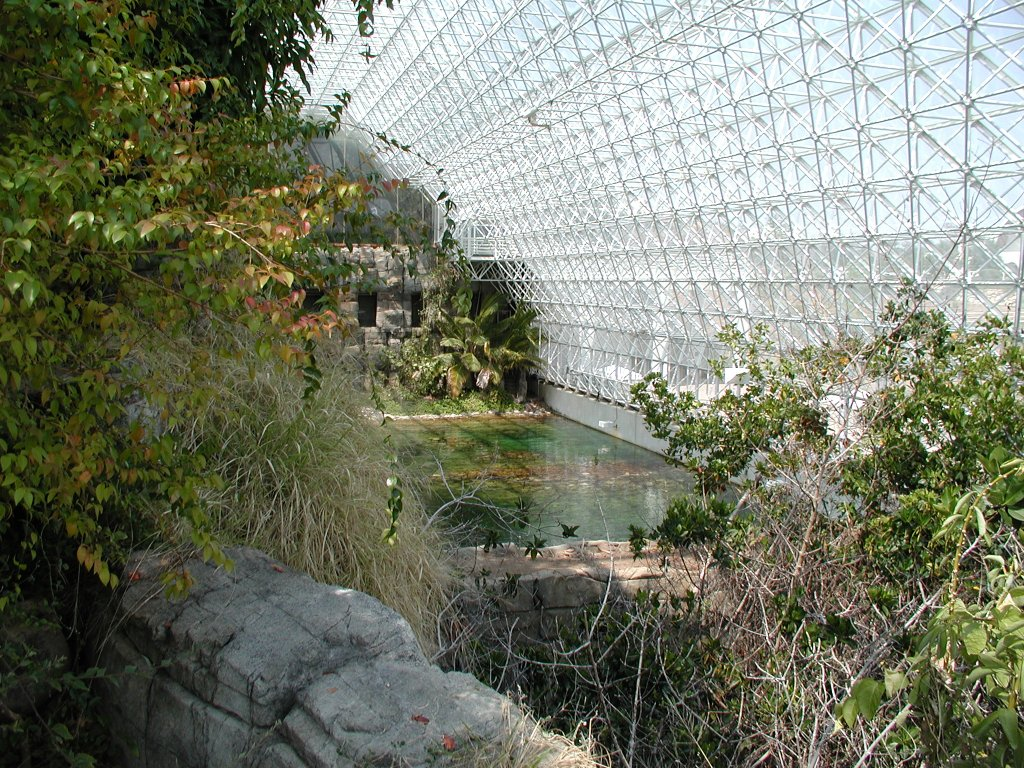
«Биосфера-2» изнутри. Блоки «Саванна» и «Океан»

10 января 2005 года компания-владелец уникального комплекса выставила лабораторию на продажу.
В 2011 году Аризонский университет возобновил исследования в комплексе.

## Выводы
На одной из внутренних стен «планеты» сохранилась сделанная одной из участниц эксперимента надпись: «Только здесь мы почувствовали, насколько зависимы от окружающей природы. Если не будет деревьев — нам нечем будет дышать, если вода загрязнится — нам нечего будет пить».